# Mezquita Abu Hanifa

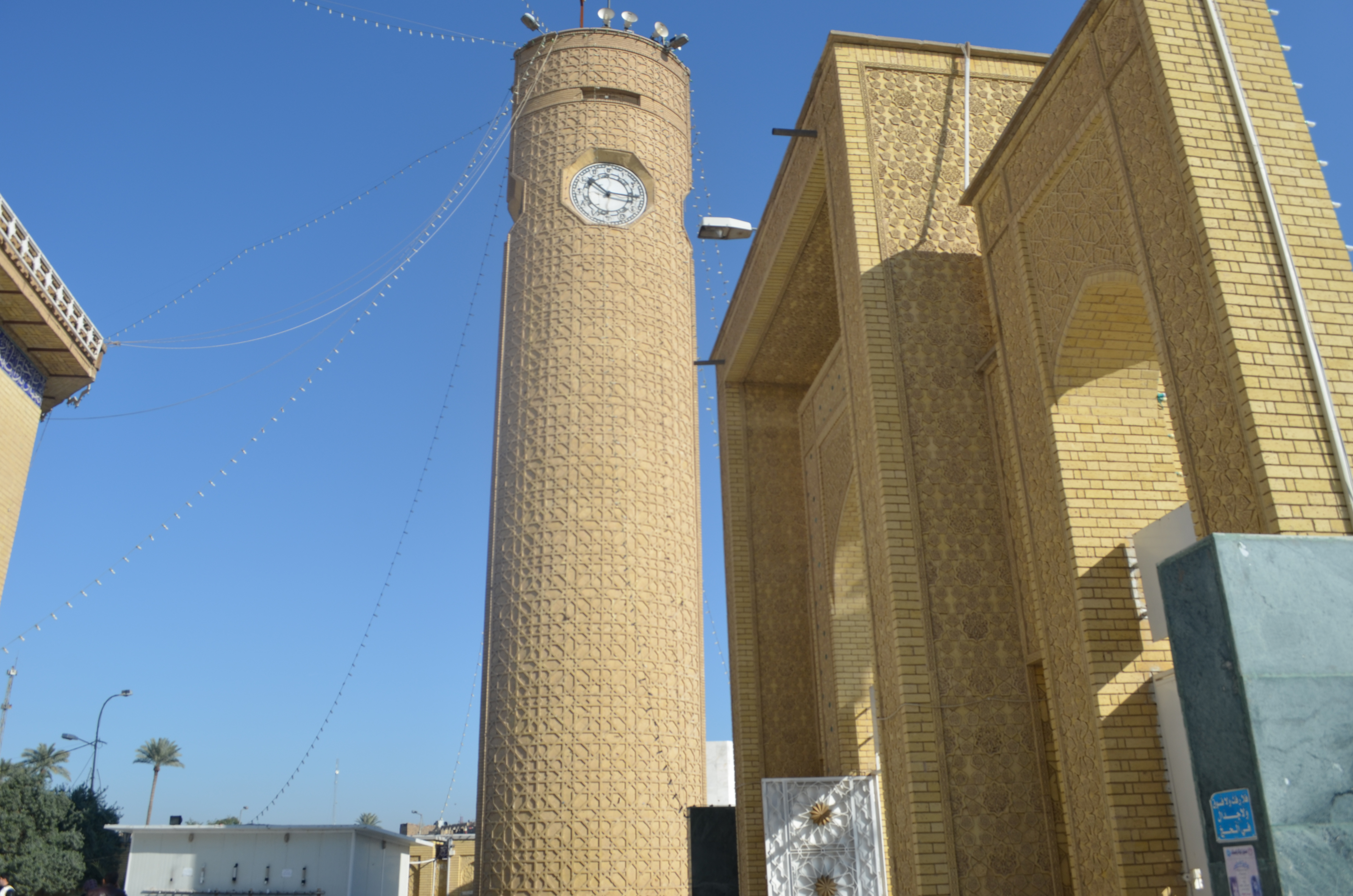
La mezquita en 2014

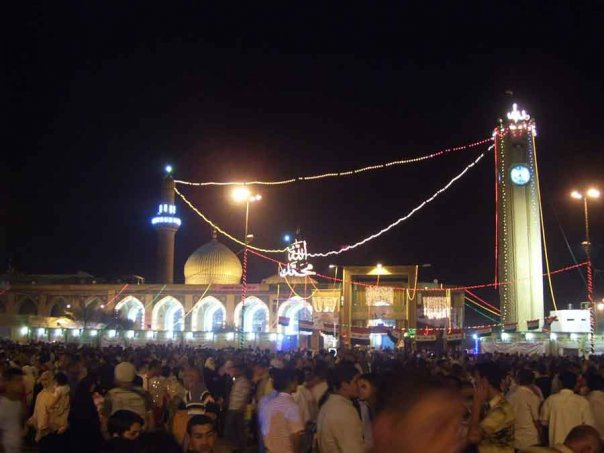
Mezquita Abu Hanifah de noche, en una foto de 2008.

La mezquita Abu Hanifah (en árabe: مسجد أبو حنيفة, Masjid Abū ḥanīfah o مسجد أبي حنيفة, Masjid abī ḥanīfah) es una de las más destacadas mezquitas sunitas ubicada en la zona conocida como Adhamiyah, al noreste de Bagdad (Irak), donde la presencia sunita es mayoritaria. La mezquita fue construida en torno a la tumba de Abu Hanifah, conocido como "el Gran Imán" (en árabe: ألإمام الأعظم, Al-imām al-a'ẓam), fundador de la escuela de interpretación de la jurisprudencia islámica Hanafí.
El imán Abu Hanifa murió y fue enterrado alrededor del año 767. La pequeña ciudad de al-Adhamiyah creció alrededor de la tumba. En el año 1066, la mezquita fue restaurada por Sharaf al-Mulk Abu Sa‘id al-Khwarizmi, que añadió una gran cúpula, y construyó la madrasa adyacente para los seguidores de la escuela Ḥanafī.
El área total de la mezquita es de 10 000 m². Puede albergar a 5000 personas en ella. En las oraciones de los viernes, el número regular de fieles es de 1000, mientras que en las oraciones diarias habituales, 200-250 devotos acuden a la mezquita.

## Antecedentes
Abu Ja'far al-Mansur le ofreció a Abu Hanifa que fuera cadí, el juez de los jueces, pero él se negó, lo que provocó que lo torturaran y lo encarcelaran. Le azotaron 110 latigazos hasta que estuvo de acuerdo. Al-Mansur ordenó a Abu Hanifa hacer fetuas que ampliasen la autoridad del califa, lo que Abu Hanifa no estuvo de acuerdo en hacer, llevándolo de nuevo a la cárcel.
Mientras estaba en prisión, Abu Hanifa murió en 150 AH / 767 en Bagdad, ya sea por envenenamiento o por vejez. Fue enterrado en el cementerio de Al-Khayzuran, cuyo nombre se debe Al-Khayzuran bint Atta que fue enterrada en él, 23 años después de Abu Hanifa. Se dijo que su funeral contó con la asistencia de 50 000 personas, y asistió el propio Al-Mansur.

## Historia

### Dinastía Búyida

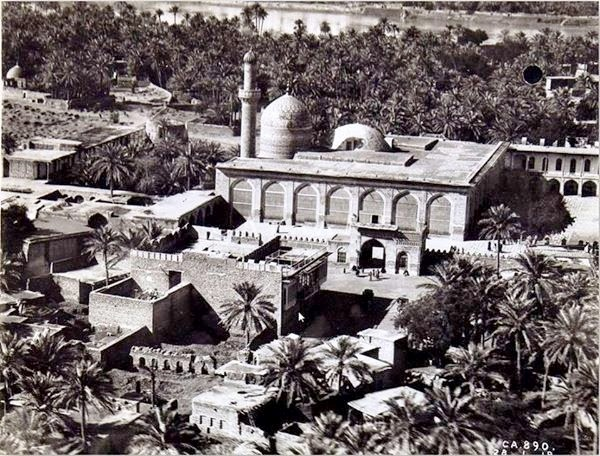
La mezquita en 1919

Durante el gobierno búyida del califato abasí, en 375 AH / 985-986, se construyó una mezquita de tamaño medio, cerca de la tumba de Abu Hanifa, por orden de Samsam al-Dawla. Se dice que Abu Yaafar al-Zammam construyó una sala dentro de la mezquita en 379 AH.

### Selyuquíes
Más tarde, en el 459 AH / 1066, el Gran Visir del emperador Alp Arslan, Abu Saad al-Khwarizmi o al-Mustawfi, construyó un santuario para Abu Hanifa en la mezquita, junto con una cúpula blanca.  Al-Khwarizmi también construyó una escuela cerca de la mezquita, para enseñar madhab. Según Ibn Khallikan, la escuela se abrió el 22 de septiembre de 1067, por lo tanto, es la primera escuela en Bagdad.

### Época otomana
Después de la invasión de Bagdad por la dinastía Safávida en 1508, la mezquita y la escuela de Abu Hanifa fueron destruidas y abolidas, debido a los conflictos sectarios que tuvieron los safávidas. Los otomanos invadieron Bagdad en 1534 y reemplazaron a los chiitas safávidas por el gobierno otomano suní. El sultán Solimán el Magnífico visitó por primera vez, después de invadir Irak, Náyaf y Karbala, la mezquita abolida de Abu Hanifa y ordenó reconstruirla y recuperar todos los daños.

### Siglo XX

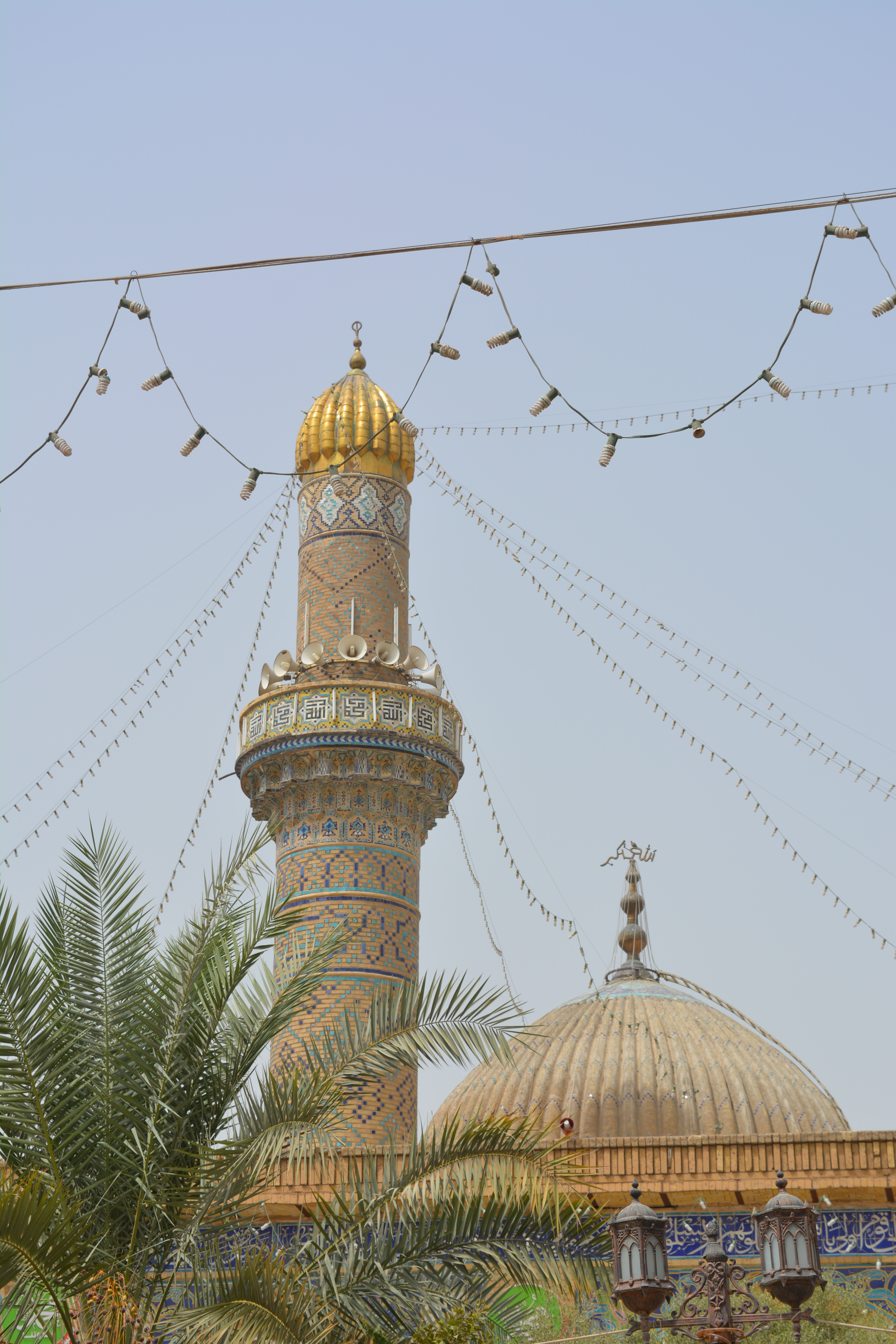
Mezquita Abu Hanifah en 2015

En 1910, el sultán Abdul Hamid II ordenó reconstruir la mezquita, renovar el muro y construir más habitaciones para estudiantes y personas pobres. Estas renovaciones costaron 2300 liras otomanas.  Hubo varias otras reconstrucciones en los últimos años. Los más importantes fueron en 1918 y 1935, donde las antiguas habitaciones fueron reemplazadas por nuevas habitaciones más grandes, y en 1948, donde renovaron el piso y los versos de Al-Fath fueron escritos en las paredes de los pasillos.
En 1959, después de la Revolución de 1958, se hicieron un bastantes mejoras en la mezquita. El gobierno le dio el dinero de la construcción al ingeniero, Najmuddin Abdullah al-Jumaili, que comenzó a trabajar en el Ramadán 1379 AH / febrero de 1960, con edificio que duró cinco años. Estas mejoras incluyeron:
- Las paredes se levantaron a un metro del suelo de todos los lados de la mezquita y se colocaron anti-humectante.
- Se cubrieron tres metros de las paredes de la sala principal y los pasillos con alabastro jordano.
- Adición de adornos andaluces a la mezquita realizadas con artesanos marroquíes.
- Adición de adornos a la cúpula y cubriendo sus paredes y suelo con alabastro.
- Construir una nueva plataforma lujosa y un nuevo nicho.
- Construir medio pasillo desde el lado noroeste.
- Decoración de la sala principal y los pasillos con luces modernas.
- Construcción de nuevas habitaciones en la parte superior de las antiguas habitaciones del lado noroeste.
- Pisos en el suelo de mosaico.
- Reconstrucción de todo el muro exterior y las puertas principales de la mezquita.
- Construcción de baños, espacios de abluciones y una capilla de verano.
- Construcción de una torre, cubierta con mosaico azul y blanco y la colocación de un gran reloj en él el año 1961.[11]

### Batalla de Adhamiyah
A pesar de ser un lugar religioso de gran importancia y reverencia por los musulmanes sunnitas y los habitantes de Adhamiyah, a partir de la invasión de Irak de 2003, ha sido escenario de duros enfrentamientos entre insurgentes iraquíes y fuerzas de los Estados Unidos. El 19 de noviembre de 2004, tropas estadounidenses junto a fuerzas de seguridad iraquíes, realizaron una redada en la mezquita Abu Hanifa durante una oración. Durante el transcurso de la operación, resultaron heridos varios civiles y murieron cuatro iraquíes. La operación se llevó a cabo una semana después de que un orador incitara a los iraquíes a participar en una guerra santa contra los ocupantes extranjeros y el gobierno iraquí. Muchos suníes iraquíes criticaron la operación.
El 23 de noviembre de 2006, varios chiitas dispararon diez proyectiles con morteros contra los sunitas que permanecían dentro de la mezquita Abu Hanifa, con al menos una persona muerta y siete heridos.